# Kulm (Dakota du Nord)
Pour les articles homonymes, voir Kulm.
La ville de Kulm est située dans le comté de LaMoure, dans l’État du Dakota du Nord, aux États-Unis. Lors du recensement de 2010, sa population s’élevait à 354 habitants.
Kulm a été fondée en 1892.

## Personnalités liées à la ville
L’actrice Angie Dickinson est née à Kulm en 1931.

## Démographie
| 1900 | 1910 | 1920 | 1930 | 1940 | 1950 |
| ---- | ---- | ---- | ---- | ---- | ---- |
| 463  | 645  | 725  | 742  | 734  | 707  |

| 1960 | 1970 | 1980 | 1990 | 2000 | 2010 |
| ---- | ---- | ---- | ---- | ---- | ---- |
| 664  | 625  | 570  | 514  | 422  | 354  |

## Source
- (en) Cet article est partiellement ou en totalité issu de l’article de Wikipédia en anglais intitulé « Kulm, North Dakota » (voir la liste des auteurs).